# Robert Cazanciuc
Robert Cazanciuc (né le 26 novembre 1971 à Ploiești) est un homme politique roumain.
D'avril 2013 à novembre 2015, il est ministre de la Justice roumain du gouvernement Ponta II, confirmé dans les gouvernements Ponta III et IV.